# 麦肯齐·利特尔
麦肯齐·利特尔（英語：Mackenzie Little，1996年12月22日—），澳大利亚女子田径运动员，主攻标枪，2022年英联邦运动会女子标枪银牌得主、2023年世界田径锦标赛女子标枪铜牌得主。